# Compsophorus ileantapes
Compsophorus ileantapes är en stekelart som först beskrevs av Heinrich 1975.  Compsophorus ileantapes ingår i släktet Compsophorus och familjen brokparasitsteklar. Inga underarter finns listade i Catalogue of Life.